# Dīār Jān
Dīār Jān (persiska: دیار جان) är en ort i Iran.   Den ligger i provinsen Gilan, i den nordvästra delen av landet, 180 km nordväst om huvudstaden Teheran. Dīār Jān ligger 1 480 meter över havet och antalet invånare är 138.
Terrängen runt Dīār Jān är varierad, och sluttar söderut.Runt Dīār Jān är det ganska glesbefolkat, med 45 invånare per kvadratkilometer. Närmaste större samhälle är Mīkāl, 3,8 km väster om Dīār Jān. Trakten runt Dīār Jān består i huvudsak av gräsmarker.